# Guy Scott
Guy Scott (født 1. juni 1944) er Zambisk politiker, der var fungerende præsident mellem 29. oktober 2014 og 25. januar 2015, han er af engelsk og skotsk afstamning. Han var Zambias vicepræsident fra september 2011 og frem til han overtog præsidentposten. Han overtog midlertidigt præsidentembedet ved præsident Michael Satas død den 28. oktober 2014.